# Cantó de Bondy-Sud-Est
El cantó de Bondy-Sud-Est és un antic cantó francès del departament de Sena Saint-Denis, que estava situat al districte de Bobigny. Comptava amb part del municipi de Bondy.
Al 2015 va desaparèixer i el seu territori va passar a formar part del nou cantó de Bondy.

## Municipis
- Bondy (part)

## Història
| Data d'elecció                           | Identitat       | Partit | Qualitat |
| ---------------------------------------- | --------------- | ------ | -------- |
| 1976-1980                                | Marcel Chauzy   | PS     |          |
| 1980-1988                                | Michel Beaufort | PS     |          |
| 1988-                                    | Gilbert Roger   | PS     |          |
| les dades anteriors no són pas conegudes |                 |        |          |
|                                          |                 |        |          |

## Demografia
| A partir de 1990: Població sense dobles comptes |